# Matinera de capell escatós
La matinera de capell escatós (Malacopteron cinereum) és un ocell de la família dels pel·lorneids (Pellorneidae).

## Hàbitat i distribució
Habita boscos, clars i vegetació secundària de les terres baixes del nord-est i sud-est de Tailàndia, sud de Laos, Cambodja, centre i sud del Vietnam en Annam i Cotxinxina, Malaia, Sumatra, illes Nias, Batu, Bangka, Riau i Lingga, Java, Borneo i illes Natuna septentrionals.